# Charles de Montholon-Sémonville
Pour les articles homonymes, voir Famille de Montholon.
Charles-François-Frédéric, marquis de Montholon-Sémonville (24 novembre 1814, Paris - 20 avril 1886, Rouen), est un diplomate et homme politique français.

## Biographie
Fils du général Charles-Tristan de Montholon, il suivit la carrière diplomatique.
Nommé consul général et chargé d'affaires à Lima en 1853, il est ambassadeur de Napoléon III auprès de Maximilien Ier lors de l'intervention française au Mexique.
Il est ambassadeur de France aux États-Unis de 1864 à 1866, puis consul général de France à Washington de 1865 à 1869.
Il fut nommé sénateur le 11 avril 1870.
Gendre du général américain Charles Gratiot, il est le beau-père du général Edmond Garcin (1834-1915).
Les papiers personnels des familles de Montholon et de Sémonville sont conservés aux Archives nationales sous la cote 115 AP 

## Sources
- « Charles de Montholon-Sémonville », dans Adolphe Robert et Gaston Cougny, Dictionnaire des parlementaires français, Edgar Bourloton, 1889-1891 [détail de l’édition]